# Các phe trong Command & Conquer
Command & Conquer là dòng game chiến lược thời gian thực xoay quanh những xung đột giữa các phe phái cạnh tranh khác nhau với nahu để thống trị thế giới. Có ba câu chuyện khác nhau với ba thế lực chính, cũng như các phe phái nhỏ khác nhau. Phần lớn trong số này là dựa trên thực tế các tổ chức có thực của con người, chẳng hạn như Liên Xô và Hoa Kỳ, với một phe duy nhất, Scrin, là người ngoài hành tinh. 

## Phân nhánhTiberium
Dòng Tiberium, bao gồm trò chơi Command Conquer gốc, được đặt trong một lịch sử thay thế. Ba phe phái chính của phân nhánh này này là Global Defense Initiative, Brotherhood of Nod, và Scrin.

### Global Defense Initiative

Biểu tượng của GDI

Phe chính diện của phân nhánh Tiberium (tất cả, ngoài trừ game mới nhất, CNC4, khi Nod cứa thế giới khỏi Tiberium), có cơ cấu nội bộ và tổ chức khá giống với một siêu quốc gia (supranational) quy mô lớn và tập hợp của tất cả quân đội hiện đại của thế giới thành một lực lượng quân sự toàn cầu hóa . GDI có khả năng triển khai ngay lập tức số lượng lớn các binh sĩ được đào tạo và trang bị đầy đủ với sự hậu thuẫn của các đơn vị mặt đất mạnh mẽ, không quân và hải quân đến bất kỳ điểm nào trên hành tinh, và điều này làm cho tổ chức mạnh mẽ và quy mô lớn hơn nhiều so với bất kỳ lực lượng quân sự ngoài đời có thể sở hữu . Global Defense Initiative sử dụng cả các loại xe quân đội cao cấp và hỏa lực mạnh, làm cho chúng thường mạnh hơn lực lượng Nod trong cuộc đối đầu trực tiếp, nhưng lại cồng kềnh và ít linh hoạt hơn. Nod nổi tiếng là giỏi khai thác những điểm yếu đó thông qua sự kết hợp của chiến tranh du kích tương lai với công nghệ dựa trên Tiberium . Đến năm 2047, lực lượng GDI đã được cơ cấu lại để cho phép cho các hoạt động với nhiều kịch bản chiến tranh, thông qua việc thành lập, điều hành các căn cứ trên tất cả các loại địa hình khác nhau , và triển khai các lực lượng mặt đất và lực lượng không quân chuyên dùng, hiệu quả đã được chứng minh bởi sự hỗ trợ bởi mạng lưới pháo binh vệ tinh quỹ đạo tiên tiến nhất trong lịch sử. Trong trò chơi, đơn vị của họ khi một chọi một thì mạnh hơn so với Nod và Scrin. Siêu vũ khí của họ là Ion Canon, một vũ khí quỹ đạo đã xuất hiện trong phân nhánh Tiberium đến nay, trước đây chỉ có khả năng phá hủy một tòa nhà duy nhất tại một thời điểm thì nay có thể tàn phá một vùng rộng lớn, thông qua 8 chùm tia ion nhỏ tập hợp vào trung tâm và ion hóa không khí trước khi tạo thành một vụ nổ cực mạnh.

### Brotherhood of Nod

Biểu tượng của Nod

Phe đối kháng chính trong phân nhánh Tiberium, Brotherhood of Nod là một tổ chức bí ẩn khởi nguồn từ xã hội Abraham với nguồn gốc cổ đại , mà trong thời hiện đại bắt đầu thể hiện các đặc điểm kết hợp của một phong trào tôn giáo rộng lớn, một tập đoàn đa quốc gia và phân cấp nhà nước quốc gia, nhưng lại không thiên về yếu tố nào cả . Nod được dẫn dắt bởi một người đàn ông bí ẩn chỉ được biết đến như là Kane , và ảnh hưởng của nó trên thế giới với sự ra đời của các sự kiện trong đó Command & Conquer 3: Tiberium Wars đạt được tình trạng của một siêu cường độc đáo . Brotherhood of Nod đại diện cho một quân đội tôn giáo linh hoạt, khó nắm bắt và trên toàn thế giới đã phát triển mạnh về sức mạnh tinh vi tổng hợp giữa công nghệ chiến tranh du kích và lực lượng huấn luyện tốt được trang bị nghệ thuật truyền thông nhà nước và các hệ thống vũ khí tiên tiến nhất hiện có, đã được bắt nguồn từ sự hiểu biết chuyên nghiệp duy nhất của Brotherhood là công nghệ quân sự dựa trên Tiberium . Chiến thuật của Nod được đánh giá cao và tàn ác hơn của GDI, thường thấy ít hoặc không có liên quan đến cuộc sống con người, và niềm đam mê tôn giáo của họ với Tiberium cũng khiến họ sử dụng chất nguy hiểm và độc hại trên để tấn công bất cứ khi nào có thể. Lực lượng Nod thường yếu hơn GDI hoặc Scrin khi bắt đầu trận đánh, nhưng việc sử dụng công nghệ tàng hình, chiến thuật đánh-và-chạy tiên tiến của họ để kiểm soát nhịp độ trận đấu, cũng như phá hoại đối thủ. Giống như trong bản gốc C & C, siêu vũ khí trong trò chơi của họ là tên lửa hạt nhân , thay thế tên lửa chùm và hóa chất trong Command & Conquer: Tiberian Sun.

### Scrin

Biểu tượng của Scrin

Trong Tiberian Sun, lực lượng GDI xác định được vị trí và thu giữ một con tàu ngoài hành tinh kích thước lớn, được xác định là một "tàu Scrin", Brotherhood of Nod. Con tàu chứa Tacitus, một quả cầu pha lê có chứa lượng thông tin lớn về Tiberium cũng như một "cảnh báo" về một cuộc xâm lược của Scrin sắp xảy ra. Scrin đã xâm chiếm trái đất trong Tiberium Wars để thu hoạch tất cả các quặng Tiberium trên Trái Đất . Họ không được gọi theo tên, mặc dù một tham chiếu của tên họ tồn tại trong một tập tin tình báo GDI: "... bốn chữ biên dịch là: anh em, lên, kẻ thù và Scrin. Điều này tạo một số nhầm lẫn về danh tính của những kẻ xâm lược dù họ là chính là Scrin hoặc họ hàng của họ..."; họ chỉ được GDI gọi là "kẻ xâm lược" và "người ngoài hành tinh", còn Nod là "khách viếng thăm". Họ vẫn không hoạt động dọc theo Hệ mặt trời trong một thiên niên kỷ, cho đến khi đánh thức bởi các vụ nổ lớn của trái bom chất lỏng Tiberium bên dưới "Temple Prime" của Brotherhood of Nod, và tiết lộ rằng GDI biết về sự tồn tại của họ từ Tacitus, một quả cầu dữ liệu ngoài hành tinh bị chiếm bởi Kane vào cuối Tiberian Sun, dẫn đến việc nâng cấp Ion Canon. Khi đến gần Trái Đất, họ ngạc nhiên khi gặp phải lực lượng quân sự mạnh mẽ (theo bộ phim chiến dịch giới thiệu Scrin, "dân số cấp IV trên 50% bề mặt hành tinh" và "dân số cấp V trên 20% bề mặt hành tinh") vẫn còn đối phó với lây lan của Tiberium, và nhanh chóng tiến hành để khởi động một cuộc tấn công vào các thành phố trực thuộc Trái Đất. Điều này được thực hiện chủ yếu cho mục đích đe dọa vì mục tiêu thực sự của Scrin là xây dựng các tòa tháp Threshold lớn trên khắp hành tinh. Đơn vị và các công trình của Scrin hiển thị dưới dạng cơ khí sinh học và côn trùng, và có nền kinh tế và quân sự liên quan trực tiếp đến Tiberium , bao gồm khả năng thúc đẩy sự tăng trưởng của chất này, lưu trữ nó với số lượng vô hạn, và sử dụng nó để nâng cao hiệu suất các đơn vị của họ. Scrin có một lực lượng hạm đội hùng mạnh trên không , có khả năng xây dựng nhanh máy bay chiến đấu "Stormrider", tàu chiến "Devastator" và "Planetary Assault Carriers", có khả năng tạo ra những cơn bão ion hóa. Phe này cũng có tính năng khả năng tạo ra hố giun để ngay lập tức dịch chuyển các đơn vị trên chiến trường thông qua các phương tiện khác nhau. Scrin được bổ sung khả năng triển khai một đơn vị trên không lớn được gọi là "Mothership", với pháo Catalyst Cannon có thể tàn phá tất cả các công trình trong một bán kính lớn bên dưới nó bằng cách bắt đầu một phản ứng dây chuyền bên trên. Tuy nhiên, "Mothership" rất chậm chạm và để tấn công. siêu vũ khí trong trò chơi của họ là những "Rift Generator", mà tạo ra một tạo một lỗ hổng trong không-thời gian trong khu vực mục tiêu, lôi tất cả mọi thứ gần nó vào chiều sâu không gian . Theo tình báo GDI về Rift Generator, "nó làm cho khoa học đằng sau Ion Canon nhìn hết sức nguyên thủy" và "tiềm năng hủy diệt của nó ngang bằng với Ion Canon của GDI và tên lửa hạt nhân của Nod."

## Phân nhánhRed Alert
Ba phe phái chính của phân nhánh Red Alert là Đồng Minh, Xô Viết, và Empire of the Rising Sun. Ngoài ra còn có phe Yuri là được hình thành một cách bí mật ngay trong nội bội phe Xô Viết

### Đồng Minh
Đồng Minh là phe đã được tạo ra bởi một loạt các quốc gia châu Âu để chống đỡ sự xâm lược của Xô Viết ở châu Âu trong game Red Alert đầu tiên. Họ phải chịu những thất bại nặng nề khi lúc đầu chống lại cuộc xâm lược bất ngờ của Xô Viết, nhưng cuối cùng với sự giúp đỡ của Chronosphere thì họ cuối cùng đã chặn được cỗ máy chiến tranh của Xô Viết. Trong Red Alert 2, các quốc gia Đồng Minh lại một lần nữa tập hợp lại với nhau một lần nữa chấm dứt cuộc cuộc xâm lược Hoa Kỳ của Liên Xô. Trong Red Alert 3, phe Đồng Minh không những phải tiếp tục chiến đấu với phe Xô Viết, mà còn với Empire of The Rising Sun. Tuy nhiên, quân Đồng Minh đã đánh bại Emmpire với sự giúp đỡ từ Xô Viết, sau đó Xô Viết phản lại họ nhưng cuối cùng Đồng Minh lại là người chiến thắng. Trong chiến dịch của Đồng Minh trong bản mở rộng Uprising, họ đã phải trấn áp một cuộc nổi loạn của phiến quân Empire, nhưng không biết chiến dịch này được xem là cốt truyện chính hay không.

### Xô Viết
Là tên gọi chỉ Liên Xô và đồng minh của họ trong phân nhánh Red Alert, được tạo ra bởi sai lầm của Albert Einstein khi ông cố gắng ngăn chặn những kinh hoàng của Thế chiến 2. Họ bị đánh bại bởi Đồng Minh trong Red Alert và sau đó quay lại trong phần 2 với sự trợ giúp của Yuri nhưng lại thua và Yuri sử dụng quân đội của riêng mình để kiểm soát thế giới với "Psychic Dominator", buộc Xô Viết phải liên minh với Đồng Minh để ngăn chặn Yuri. Trong Red Alert 3 Xô Viết quyết định sử dụng máy thời gian của riêng mình và định hình lại quá khứ khi họ đang trên bờ vực của sự thất bại và bằng cách đó họ tạo ra Empire of the Rising Sun và do không có "bom nguyên tử" hoặc "tên lửa hạt nhân" nên Empire chiếm hầu hết các vùng đất của Liên Xô. Đồng Minh và Liên Xô do đó đã liên minh với nhau để ngăn chặn Empire, nhưng cuối cùng họ lại bỏ rơi Đồng Minh trong cuộc tấn công cuối cùng vào Nhật Bản, mặc dù Đồng Minh đã đánh bại Empiret. Sau khi bị quân Đồng Minh làm thất bại kế hoạch tấn công Hoa Kỳ, Xô Viết đã thua trận. Trong bản mở rộng Uprising, do Xô Viết đã làm rõ âm mưu xóa sổ Liên bang Xô Viết của FutureTech, nhà thầu quốc phòng của Đồng Minh và do đó lãnh đạo phe Đồng Minh để yên cho Xô Viết xây dựng lại nhưng không biết chiến dịch này được xem là cốt truyện chính hay không

### Empire of the Rising Sun
Là một kết quả ngoài dự tính của Liên bang Xô viết khi họ đi ngược thời gian để loại bỏ Einstein, Empire of the Rising Sun ra đời và trở thành một trong 3 lực lượng chính của Red Alert 3 ngoài Xô Viết và Đồng Minh. Họ là kẻ thù của cả Xô Viết và Đồng Minh vì họ tin rằng định mệnh đã cho họ là người thống trị thế giới. Mặc dù Empire ban đầu nắm ưu thế trước Đồng Minh và Xô Viết kể từ khi cả hai phe này bị suy yếu do đánh lẫn nhau, hai kẻ thù của nhau này đã liên kết với nhau để chống lại Empire. Mặc dù Xô Viết sau đó phản bội lại liên minh nhưng Empire cuối cùng cũng bị đánh bại bởi quân Đồng Minh. Trong Red Alert 3: Uprising, Empire đẩy lui cả Đồng Minh và Xô Viết ra khỏi Nhật Bản và tự thiết lập lại là một siêu cường toàn cầu, nhưng không biết chiến dịch này được xem là cốt truyện chính hay không.

### Yuri
Yuri, trưởng cố vấn cho Thủ tướng Liên Xô Romanov trong Command & Conquer: Red Alert 2, đã đào ngũ khỏi Xô Viết. Trong Command & Conquer: Yuri's Revenge, Đồng Minh phát hiện ra rằng Yuri đã tạo ra một đội quân bí mật của riêng mình để thống trị thế giới bằng cách sử dụng Psychic Dominator, một thiết bị với sức mạnh kiểm soát trí não nhân loại  Các đơn vị của phe này thường dựa vào khả năng kiểm soát trí não và sự khôn ngoan hơn là sức mạnh vũ lực . Mục tiêu chính của chiến dịch của cả Đồng Minh và Xô Viết trong Yuri's Revenge là để đánh bại Yuri.

## Phân nhánhGenerals
General diễn ra trong tương lai gần, khi đó Mỹ và Trung Quốc là hai siêu cường trên thế giới, và là những mục tiêu tấn công của Global Liberation Army (gọi tắt là GLA), một tổ chức khủng bố hoạt động như một lực lượng cuồng tín bán quân sự. Mỹ và Trung Quốc được mô tả như là đồng minh trong game, và thường xuyên hợp tác với nhau trong suốt cốt truyện chống lại Global Liberation Army, được mô tả như một tổ chức không biên giới có mặt ở khắp nơi. Cả ba phe tham gia vào một cuộc chiến tranh tương tự như cuộc chiến chống khủng bố ngoài đời thực.

### CHND Trung Hoa
Phe này phần lớn dựa vào sức mạnh và số lượng quân dông đảo, mà đỉnh cao là một loạt các xe tăng, xe thiết giáp mạnh mẽ và nặng nề, và có lực lượng không quân hạn chế dựa trên máy bay tiêm kích MiG đa chức năng. Trung Quốc tấn công trực tiếp và dùng sức mạnh tuyệt đối để đánh bại công nghệ của Mỹ và khả năng tàng hình của GLA. Xe tăng, quân đội Trung Quốc giành được phần thưởng đặc biệt khi ở trong nhóm, và sử dụng rộng rãi công tác tuyên truyền để hỗ trợ quân đội của họ. Trung Quốc có loại xe đánh tầm xa, và sở hữu lực lượng xe tăng lớn nhất trong game, bao gồm một số loại như xe tăng gắn súng phun lửa Dragon chống bộ binh, xe tăng siêu nặng Overlord xe tăng phòng không Gattling, và hai loại đơn vị pháo binh riêng biệt. Lực lượng Trung Quốc cũng tận dụng súng liên thanh, hạt nhân, và vũ khí sử dụng bom napalm để tiêu diệt kẻ thù. Trung Quốc cũng sử dụng công nghệ chiến tranh điện tử tiên tiến, bao gồm một hacker kiêm điệp viên được gọi là Black Lotus, và vũ khí xung điện từ EMP. Nuke Canon và Inferno Cannon của Trung Quốc là các đơn vị pháo binh bắn các loại đạn như napalm và hạt nhân không thể bị chặn bởi bất cứ công trình phòng thủ nào nhưng chúng dễ bị tổn thương khi tấn công ở khu vực hẹp nhỏ có nhiều nhà cửa.
Trung Quốc có một bất lợi lớn là lực lượng mặt đất của họ nói chung là chậm chạp hơn so với hai phe còn lại. Do các đơn vị tấn công nhanh hầu như không có, ngoại trừ MiG, Trung Quốc buộc phải sử dụng lực lượng quân đông đảo, tấn công với các đơn vị hạng nặng, một chiến thuật mà có thể được đáp trả bằng tốc độ của GLA hoặc không lực Mỹ. Siêu vũ khí duy nhất của Trung Quốc là tên lửa hạt nhân, trong đó một tên lửa được bắn ra và tạo ra một "đám mây nấm" khi phát nổ tại mục tiêu.
Trong Zero Hour Trung Quốc được bổ sung thêm "Listening Outpost" dùng để phát hiện tàng hình và chở được 2 bộ binh. Xe EMC phát sóng để làm xe tăng và xe cộ bị ngừng hoạt động. Trực thăng chuyên chở chiến đấu "Helix" chở 5 lính có thể nâng cấp giống tăng "Overlord".
Chiến dịch của Trung Quốc trong General là chiến dịch mở đầu, theo đó, Trung Quốc trả đũa việc GLA tiến hành tấn công hạt nhân tàn phá Bắc Kinh, phá hủy đập Tam Hiệp, sử dụng kho vũ khí hạt nhân của Trung Quốc và cuối cùng hoàn toàn nghiền nát lực lượng GLA hoạt động ở bờ biển Thái Bình Dương. Trong Zero Hour, Trung Quốc đánh bại trong cuộc xâm lược của GLA ở châu Âu và nắm bắt cơ hội để nổi lên như một siêu cường.
.

### Global Liberation Army
Một tổ chức nổi dậy của Trung Đông và các quốc gia thuộc Liên Xô cũ, GLA ban đầu gây chiến tranh chống lại Trung Quốc để kiểm soát các khu vực trung tâm kinh tế Á châu.
Do gặp hoàn cảnh khó khăn về công nghệ, GLA có các phương tiện mặt đất tương đối yếu (mặc dù được đánh giá cao về tính lưu động) và hầu như không có lực lượng không quân nên họ thúc đẩy việc sử dụng các chiến thuật du kích như: khai thác mỏ, đánh bom tự sát, cướp, và phục kích.
GLA có rất nhiều loại bộ binh và xe các loại khác nhau để bù đắp bất lợi này, và có phạm vi rộng nhất của các tùy chọn tàng hình. GLA cũng có một nền kinh tế rất mạnh, với nhiều kỹ thuật thu thập tài nguyên như tận dụng đống đổ nát, thu tiền bằng các đơn vị quân địch bị tiêu diệt, và xây dựng nhiều công trình Black Market để mang lại một số tiền lớn theo thời gian. Ngoài ra, GLA là phe duy nhất trong game không cần năng lượng cho các công trình hoặc các đơn vị của họ, và bất kỳ công trình cung cấp năng lượng nào mà người chơi GLA chiếm được cũng sẽ tăng năng suất sản xuất. Các nâng cấp của GLA làm cho họ mạnh hơn khi trang bị đầy đủ, chuyển đổi một nhóm các đơn vị tương đối yếu thành một mối đe dọa đáng sợ hơn; hoặc một số xe cộ của họ có thể nâng cấp vũ khí bằng cần trước xe bằng xe cộ của kẻ thù. GLA cũng là phe duy nhất có các công trình, đặc biệt là công trình phòng thủ có khả năng tự xây dựng lại qua thời gian, trừ khi hoàn toàn bị phá hủy, khiến khó gây thiệt hại cho GLA với 1 cú bắn từ vũ khí hoặc đơn vị.
Vũ khí độc hại, đơn vị tự sát, tàng hình và khả năng phục kích của GLA cho phép họ tấn công kẻ thù từ 1 địa điểm bất ngờ, và nền kinh tế mạnh mẽ, kết hợp với các đơn vị giá rẻ, nhanh nhẹn cho phép họ áp đảo đối thủ với quân số đông. Bất lợi chính của GLA là về hỏa lực, phạm vi, và độ bền, các đơn vị của họ không bằng các đơn vị của Trung Quốc và Mỹ, và họ thiếu hẳn sức mạnh không quân. Lực lượng do người chơi GLA điều khiển phải đông hoặc tinh quái hơn đối thủ, vì trong một cuộc đối đầu trực tiếp, GLA sẽ thua bởi hỏa lực của Trung Quốc và công nghệ cao cấp của Mỹ. Siêu vũ khí duy nhất của GLA là Scud Storm, gồm nhiều tên lửa mang đầu đạn sinh học và thuốc nổ bay đến mục tiêu, mà sau khi phát nổ, gây nhiễm mặt đất với bệnh than.
Trong Zero Hour GLA có thêm lính "saboteur" dùng để phá nhà nhưng không thể chiến đấu. Xe "Battle bus" chở 8 lính và họ có thể khai hỏa từ bên trong. Xe "Combat cycle" chở 1 "rebel" vô cùng nhanh chóng nhưng hỏa lực không mạnh.
Chiến dịch của GLA trong General là màn chiến dịch thứ 2 sau Trung Quốc, với việc tổ chức đang cố gắng phục hồi từ thất bại trong tay người Trung Quốc bằng cách gây quỹ và xúi giục các cuộc tấn công chống lại người Mỹ và Trung Quốc, cuối cùng đỉnh cao là đánh chiếm Baikonur Cosmodrome và bắn tên lửa Soyuz mang đầu đạn sinh học vào 1 thành phố không tên. Trong Zezo Hour, GLA để mất Baikonur Cosmodrome vào tay người Mỹ và do đó GLA tấn công bờ biển phía Tây của Mỹ để trả thù và cuối cùng xâm nhập châu Âu nhưng bị đánh bại bởi Trung Quốc.

### Hợp chúng quốc Mỹ
Là phe sở hữu công nghệ tiên tiến nhất, và chiến đấu với sự kết hợp của các đơn vị mặt đất và lực lượng không quân một mạnh mẽ, linh hoạt. Lực lượng Hoa Kỳ dựa vào kỹ năng, tính cơ động, và công nghệ cao để đánh bại hỏa lực của Trung Quốc và chiến thuật du kích của GLA. Xe mặt đất của họ có thể xây dựng các robot không người lái để hỗ trợ và sửa chữa trong chiến đấu, và lính và các loại xe của họ sử dụng rộng rãi công nghệ laser để dẫn hướng cho vũ khí và bảo vệ chống lại tấn công. Bộ binh Mỹ có một số khả năng đặc biệt, và bao gồm lính bắn tỉa tàng hình tấn công tầm xa và một commando mạnh mẽ tên là Đại tá Burton với một số khả năng xoay quanh việc phá hủy và tàng hình. Mỹ cũng sở hữu lực lượng không quân lớn nhất trong game, bao gồm máy bay trực thăng vận tải CH-47 Chinook và tấn công RAH-66 Comanche, F-22 Raptor, máy bay ném bom tốc độ cao Aurora và máy bay chiến đấu tàng hình F-117 Nighthawk. "Generals Abilities" của Mỹ xoay quanh hỏa lực không quân, bao gồm không kích của A-10 Thunderbolt II, thả lính biệt kích "Ranger". Lực lượng của họ hoạt động tốt nhất trong việc kết hợp phương pháp tiếp cận, với sức mạnh không quân hỗ trợ xe tăng và pháo binh, trong dó bộ binh hỗ trợ, bảo vệ xe tăng và máy bay, cho phép họ đánh bại đối phương có số quân đông hơn nhưng ít đa dạng hơn.
Mỹ có một bất lợi lớn ở chỗ tốc độ thu thập tài nguyên chậm nhất trong game so với chi phí sản xuất quân, có nguồn cung cấp điện năng ổn định ít hơn Trung Quốc, và các đơn vị công nghệ cao rất đắt tiền. Điều này có thể được khắc phục bằng cách xây dựng một số lượng lớn Supply Drop Zones. Lực lượng Mỹ do người chơi điều khiển chỉ xây dựng một đội quân nhỏ chuyên biệt hơn so với người chơi điều khiển phe Trung Quốc hoặc GLA, và phải cố gắng giảm thiểu thiệt hại. Các tòa nhà của họ có thể tự động sửa chữa lại mà không cần đến "Construction Dozer". Hệ thống phòng thủ tên lửa Patriots của họ có thể phối hợp với nhau thành 1 nhóm, hệ thống tên lửa trước định hương cho hệ thống tên lửa sau bằng 1 đường truyền màu xanh lá, giúp tiêu diệt mục tiêu chính xác hơn và hiệu quả hơn so với các căn cứ phong thủ khác của GLA và Trung Quốc Đối thủ Trung Quốc và GLA với quân số đông có thể đánh bại Mỹ. Siêu vũ khí của Mỹ là Particle Uplink Cannon, có khả năng tạo ra ra một chùm tia laser khổng lồ từ không gian và được 1 vệ tinh bắn vào mục tiêu. Siêu vũ khí này nạp nhanh hơn so với Nuclear Missile của Trung Quốc hoặc Scud Storm của GLA.
Chiến dịch của Mỹ trong General là màn chiến dịch thứ 3 sau GLA, trong đó phe này tấn công GLA trên nhiều địa phương, bao gồm Baghdad và biển Caspian, đánh bại một viên tướng Trung Quốc nổi loạn hỗ trợ GLA và tiêu diệt căn cứ của họ ở thủ đô Astana của Kazakhstan. Trong Zero Hour, Mỹ chiếm lại Baikonur và đánh bại Tiến sĩ Tharx, nhưng sau đó phải rút quân khỏi châu Âu để tăng cường an ninh nội sau khi GLA xâm nhập bờ biển phía tây của Hoa Kỳ.

## Phe phụ

### Phân nhánh Tiberium

#### The Forgotten
Xuất hiện lần đầu tiên trong Command & Conquer: Tiberian Sun, The Forgotten là phe lỏng lẻo của những người có tiếp xúc với bức xạ Tiberium dẫn đến đột biến gen. The Forgotten được thường được gọi là "người đột biến" (Mutant) hoặc "Shiners", sau này là một tham chiếu liên quan đến các tinh thể Tiberium mọc trên các cơ quan của họ. Forgotten có thể tự chữa lành thông qua việc tiếp xúc với bức xạ Tiberium vì nó kích hoạt việc nhanh chóng tái tạo các tế bào trong cơ thể của họ. Họ cũng đã được chứng minh là có khả năng thuần hoá một số dạng sống Tiberium. Forgotten sử dụng các thiết bị tự tạo, ăn cướp hoặc vũ khí và phương tiện đánh cắp được từ cả Nod lẫn GDI. The Forgotten thường thể hiện là thận trọng khi tiếp xúc với GDI nhưng sau đó tích cực tham gia vào Second Tinerium War như là một đồng minh lỏng lẻo với GDI. Trong Firestorm đã cho thấy họ thực sự liên minh với GDI để trợ giúp nỗ lực ngăn chặn sự lây lan toàn cầu của Tiberium. Mặc dù dân số của họ vẫn tồn tại, Forgotten đã biến thành một chủng tộc hoang dã trong Command & Conquer 3: Tiberium Wars. GDI do đó cung cấp nơi trú ẩn, nhưng họ vẫn sẵn sàng chiến đấu cho GDI, Nod, và ngay cả Scrin. 

#### CABAL
CABAL là một AI được sử dụng bởi Brotherhood of Nod trong các sự kiện của Tiberian Sun. Sau những sự kiện này, CABAL quyết định nổi loạn chống lại phe Nod và hình thành đội quân Cyborg của riêng mình, tạo ra Cuộc chiến Firestorm. Để ngăn chặn âm mưu chinh phục thế giới của CABAL, Nod và GDI quyết định tạo thành một liên minh với nhau để tiêu diệt hệ thống AI điên loạn. CABAL chỉ xuất hiện trong chiến dịch của bản mở rộng Firestorm (cả của Nod và GDI) là một phe riêng biệt (mặc dù nó sử dụng đơn vị của Nod). Nó cũng xuất hiện trong Kane's Wrath, nhưng chỉ trong một vài cái nhìn thoáng qua ngắn.

#### Steel Talons
Là một tiểu đoàn của GDI sau Second Tberium War, Steel Talons là lực lượng đặc nhiệm chuyên kiểm tra các công nghệ tiên tiến hiện trường cho GDI, trước khi chính sách trong tương lai là cho về hưu phần lớn kho vũ khí của Second Tiberium War, do đó họ sử dụng phiên bản cải tiến của một số đơn vị trong Tiberian Sun như Wolverines & Titan Walkers. Họ có hỏa lực và khả năng cực mạnh để tăng sức mạnh của vũ khí trên phương tiện. Họ là một nhóm nhỏ đặc trưng trong Command & Conquer 3: Kane's Wrath, chỉ xuất hiện trong chương đầu tiên của chiến dịch khi người chơi được Kane phái đi để lấy lại công nghệ tàng hình bị đánh cắp của Nod. 

#### ZOCOM
là một đơn vị tinh nhuệ của GDI được thành lập sau Second Tiberium War gồm các cựu chiến binh, lính công nghệ cao của GDI, những người đã được trang bị đặc biệt để giải quyết các khu vực rộng lớn bị Tiberium phá hoại và để bắt đầu khai hoang các khu vực Red Zone của Trái đất, sử dụng các loại vũ khí có sát thương trên diện rộng và có nhiều công nghệ vượt trội hơn Steel Talons và thậm chí là cả GDI. Họ cũng là một nhóm nhỏ đặc trưng trong Command & Conquer 3: Kane's Wrath, chỉ xuất hiện trong chương 2 của chiến dịch khi người chơi phải tiêu diệt tất cả các lực lượng ZOCOM bao gồm 3 đơn vị MARVs

#### Black Hand
Là một đơn vị tinh nhuệ của Nod được thành lập ngay từ First Tiberium War, Black Hand sử dụng các lực lượng bộ binh tinh nhuệ nhưng lại không có các đơn vị tàng hình và không quân 

#### Marked of Kane
Là một phe phụ cực kì hung hãn và là hình ảnh thu nhỏ cả công nghệ tàng hình và sự phụ thuộc vào công nghệ Cybernetic và vũ khí dựa trên Tiberium của phe Brotherhood of Nod, Marked of Kane được lãnh đạo bởi LEGION, trí thông minh nhân tạo của Nod được Kane tạo nên. Họ sở hữa các đơn vị Cyborg và do đó miễn nhiễm với khả năng điều khiển tâm trí của Scrin Masterminds và Cultists.

##### Reaper-17
Là đội tiên phong thuộc lực lượng thu hoạch Tiberium của Scrin, Reaper-17 sở hữu các đơn vị mặt đất mạnh mẽ để bù đắp sự thiếu hụt của đơn vị Mastermind và đơn vị không quân.

#### Traveler-59
Là phân khu 59 của lực lượng Traveler, Traveler-59 tập trung vào khả năng dịch chuyển, tốc độ và kiểm soát tâm trí. Họ chỉ xuất hiện trong chương cuối cùng của chiến dịch Nod trong Command & Conquer 3: Kane's Wrath trong đó người chơi phải đánh bại Traveler-59 để giải cứu lực lượng Black Hand bị phe này kiểm soát tâm trí

### Phân nhánh Red Alert

#### Mỹ (America)
Mỹ là một phần của Đồng Minh, nhưng khi chơi ở chế độ skirmish (các tính năng phổ biến nhất của trò chơi) của Red Alert 2, người chơi có thể truy cập đến khả năng "Paradrop" khi Air Force HQ được xây dựng. Trong khi điều này cho phép người chơi có được các đơn vị GI và Engineer miễn phí định kỳ trong suốt trò chơi, nhưng không thực sự cung cấp cho phe phụ này các đơn vị riêng.

#### Vương Quốc Anh (Great Britain)
Anh là một phần của Đồng Minh, nhưng khi được chơi trong chế độ skirmish của Red Alert 2, người chơi được tiếp cận với "Sniper", đơn vị phải được đào tạo bởi công trình Barrack. Sniper là một trong những đơn vị phổ biến nhất trong trò chơi với khả năng tiêu diệt bộ binh đối phương ở tầm xa với một cú bắn duy nhất.

#### Pháp (France)
Pháp là một phần của Đồng Minh, nhưng khi được chơi trong chế độ skirmish của Red Alert 2, người chơi được tiếp cận với "Grand Cannon", được cho là công trình phòng thủ mạnh nhất trong trò chơi.

#### Đức (Germany)
Đức là một phần của Đồng Minh, nhưng khi được chơi trong chế độ skirmish của Red Alert 2, người chơi được tiếp cận với "Tank Destroyer", đơn vị được đào tạo bởi công trình War Factory. Loại đơn vị này rất hiệu quả khi chống lại tăng và phương tiện nhưng yếu khi tấn công bộ binh và công trình.

#### Hàn Quốc (Korea)
Hàn Quốc là một phần của Đồng Minh, nhưng khi được chơi trong chế độ skirmish của Red Alert 2, người chơi được tiếp cận với các "Black Eagle" được xây dựng trong Air Force HQ. Đây có thể coi là máy bay mạnh nhất trong Game do nó mang 2 quả bom và sức công phá của mỗi quả bom này rất mạnh.

#### Nga (Russia)[10]
Nga là một phần của Xô Viết, nhưng khi chơi ở chế độ skirmish (các tính năng phổ biến nhất của trò chơi) của Red Alert 2, người chơi có thể truy cập vào "Tesla Tank" được xây dựng ngay trong War Factory.

#### Iraq
Iraq là một phần của Xô Viết, nhưng khi chơi ở chế độ skirmish (các tính năng phổ biến nhất của trò chơi) của Red Alert 2, người chơi có thể truy cập vào đơn vị "Desolator" được đào tạo trong Barracks. Desolator, giống như Telsa Trooper, không thể bị nghiền nát bởi xe tăng của đối phương và được vũ trang với một súng bắn tia hạt nhân cho phép đơn vị này làm "tan chảy" bộ binh đối phương với một cú bắn duy nhất. Desolators cũng có thể làm nhiễm xạ mặt đất, làm tan chảy bất kỳ loại bộ binh đi qua và gây thiệt hại cho xe..

#### Libya
Libya là một phần của Xô viết, nhưng khi được chơi trong chế độ skirmish của Red Alert 2, người chơi được tiếp cận với "Demolition Truck" được xây dựng trong War Factory. Demolition Truck của phe này khá giống như đơn vị cùng tên dùng bởi cả Xô Viết và Đồng Minh trong Red Alert đầu tiên, là một chiếc xe tự sát mang theo một thiết bị hạt nhân nhỏ phát nổ khi xe tiếp cận mục tiêu của nó hoặc là bị phá hủy bởi hỏa lực của đối phương.

#### Cuba
Cuba là một phần của Xô Viết, nhưng khi được chơi trong chế độ skirmish của Red Alert 2, người chơi được tiếp cận với đơn vị "Terrorist" được đào tạo trong Barracks, một đơn vị tự tử mang theo một thiết bị nổ cỡ nhỏ.

#### Yuri
Yuri là một phe mới trong Red Alert 2 Yuri's revenge. Trong chế độ skirmish, người chơi có thể truy cập đến các đơn vị tâm linh như Yuri clone, Yuri Prime, Master Mind và Psychic tower. Superweapon của phe này là Genetic Mutator biến đổi lính đồng minh và địch thành Brute trên diện rộng và Psychic Dominator thôi miên các đơn vị của đối phương mãi mãi nhưng trên một diện tích nhỏ và nó có thể phá hủy các tòa nhà trên một diện khá rộng
Quân đội phe này rất khó sử dụng và có thể áp đảo SoViet vì Soviet không có vũ khí đánh từ xa hay vũ khí chống thôi miên như Prism tank và Robot tank của Đồng Minh

## Tác động văn hóa
Nhiều người đã đánh giá cao về sự đa dạng của các phe phái có trong dòng game Command & Conquer. Bởi vì các đơn vị khác nhau rõ rệt, các phong cách chơi khác nhau thường phụ thuộc vào từng phe. Các nhận xét đều đánh giá cao sự đa dạng này, đặc biệt khi các trò chơi RTS tương tự có sự đa dạng rất nhỏ giữa các phe phái.
Dòng Command & Conquer cũng đã ảnh hưởng đến các game thủ RTS và các trò chơi RTS trên console như Xbox 360 và PS3 đã được thực hiện. Dòng game vẫn còn phổ biến trong cộng đồng chơi game, tuy nhiên các nhà phát triển EA Los Angleas đã làm thất vọng nhiều game thủ bằng cách nói Command & Command 4 Tiberian Twilight sẽ là game cuối cùng trong xê-ri .